# MUSIC MAGIC
Category:音楽を題材とした楽曲
「MUSIC MAGIC」（ミュージック マジック）は、ファンキー加藤の楽曲で4枚目のシングル。2015年10月28日にドリーミュージックから発売された。

## 収録曲

### CD
1. MUSIC MAGIC [4:37]
作詞：ファンキー加藤、作曲：ファンキー加藤・田中隼人
「ONE FOR HALL TOUR 2015」 テーマソング
「よみうりランド2015 ジュエルミネーション」テーマソング
2. つながるから [4:43]
「マイナビ転職」CMソング
3. 少年の声 [4:31]
フジテレビ系「めざましテレビ」めざましデイリーテーマソング2014・水曜日

### DVD
1. MUSIC MAGIC（VIDEO CLIP）
2. MUSIC MAGIC（VIDEO CLIPメイキング映像）
3. 「ONE FOR HALL TOUR 2015」FCイベント@オリンパスホール八王子公演LIVEダイジェスト
4. 「漢への道 番外編〜ボルダリングチャレンジ編〜」